# Непристойное предложение
«Непристойное предложение» (англ. Indecent Proposal) — американский кинофильм, экранизация произведения Джека Энгелхарда. Лауреат премии «Золотая малина» за худший фильм года.

## Сюжет
Молодая пара, архитектор Дэвид Мэрфи и риэлтор Дайан Мэрфи, присмотрели многообещающий участок земли и им срочно нужны деньги вложиться в недвижимость. Пара закладывает свой дом и отправляется в Лас-Вегас, надеясь выиграть необходимые им деньги в рулетку. Мечтам не суждено сбыться и вместо выигрыша они спускают все свои сбережения.
Миллиардеру Джону Гейджу понравилась Дайан. Он пригласил девушку к своему столу, на удачу в игре в кости, и она принесла ему выигрыш в миллион долларов. Богач снимает паре роскошный номер и покупает Дайан понравившееся ей платье за 5000 долларов. Затем, через ассистента, передаёт Дайан приглашение провести с ним ночь за миллион долларов. Пара всю ночь не спит, обдумывает непристойное предложение, но на утро они соглашаются. В последний момент Дэвид передумал, бросился назад, но личный вертолет миллиардера уже унес его супругу на яхту Гейджа.
Гейдж, понимая смятение девушки, даёт ей последний шанс. Он говорит, что проведет с ней ночь, только если угадает сторону своей счастливой монеты. Гейдж угадывает и Дайан остаётся с ним. На следующий день она возвращается в отель, но отношения супругов портятся, Дэвид страдает от ревности. Ситуация усугубляется тем, что закладную на дом выкупил Гейдж. Дэвид ссорится с супругой, уходит из дома и подаёт на развод. Гейдж продолжает ухаживать за Дайан, посылает ей дорогие подарки. Дайан поначалу отказывает, но после уходит к миллиардеру и оставляет все деньги супругу. Дэвид не может забыть её и решается на отчаянный шаг. Во время благотворительного аукциона он, увидев Дайан вместе с Гейджем, передает миллион долларов зоопарку. После чего он подписывает бумаги на развод.
Понимая, что Дайан никогда не будет с ним счастлива, Гейдж тактично прерывает их отношения и дарит на прощание ту счастливую монету, у которой обе стороны оказываются одинаковыми. Дайан находит мужа на том самом месте, где семь лет назад он сделал ей предложение. Они мирятся.

## В ролях
- Роберт Редфорд — Джон Гейдж, миллиардер
- Деми Мур — Дайан Мэрфи
- Вуди Харельсон — Дэвид Мэрфи
- Сеймур Кассель — Шеклфорд
- Оливер Платт — Джереми
- Рип Тэйлор — мистер Лэнгфорд
- Билли Боб Торнтон — путешественник
- Билли Коннолли — ведущий аукцион
- Шина Истон — играет саму себя
- Херби Хэнкок — играет самого себя

## Награды и премии
- 1994 — премия «MTV Movie Awards» за «Лучший поцелуй»
- 1994 — премия «Золотая малина» за худший фильм, сценарий и мужскую роль второго плана (Вуди Харрельсон).